# Кастель-Умберто
Кастель-Умберто (итал. Castell'Umberto) — коммуна в Италии, располагается в регионе Сицилия, в провинции Мессина.
Население составляет 3499 человек (2008 г.), плотность населения составляет 306 чел./км². Занимает площадь 11 км². Почтовый индекс — 98070. Телефонный код — 0941.

## Демография
Динамика населения:

## Администрация коммуны
- Официальный сайт: http://www.comune.castellumberto.me.it/